# میرا بای
میرا بای (به هندی: मीरा बाई) , زادهٔ ۱۴۹۸ در مرتا — درگذشتهٔ ۱۵۴۷ در دوارکا) شاعر عارف هندی در سدهٔ شانزدهم میلادی بود که زندگی‌اش را وقف پرستش کریشنا کرد. میرا بای شاهدختی از راجستان در شمال غرب هند بود. او ترانه‌هایش را به زبان هندی و در سرسپردگی کریشنا می‌سرود. ترانه‌های میرا امروزه محبوبیت بالایی در شمال هند داشته و از جایگاه ویژه‌ای در ادبیات بهکتی برخوردارند.

## زندگی‌نامه

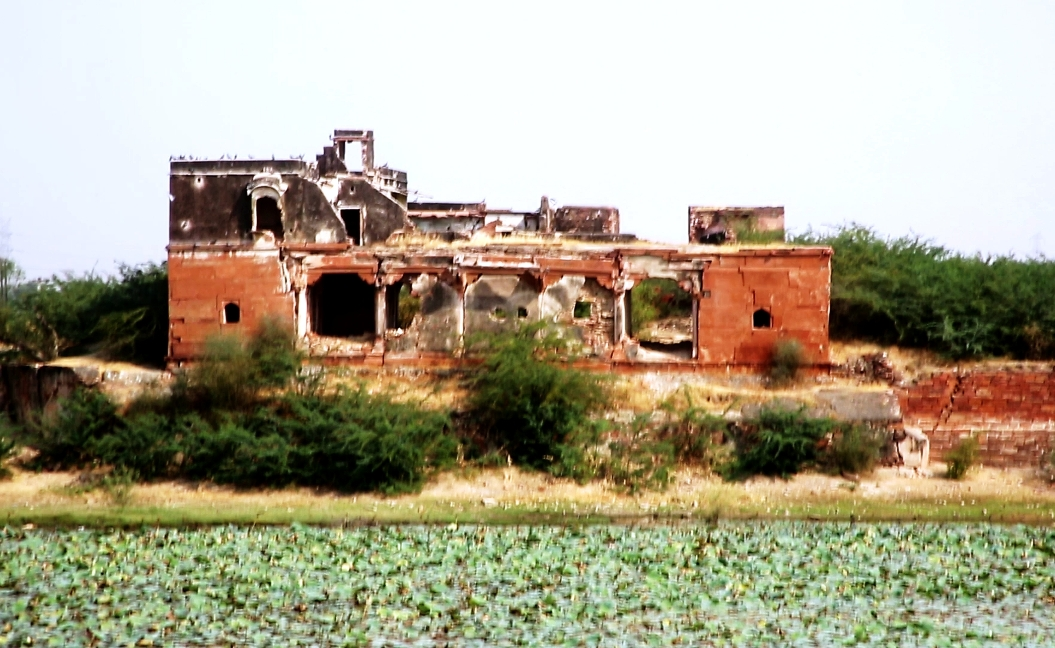
کاخ میرا بای در ناگور راجستان

میرا بای در ۱۴۹۸ در شهر مرتا در راجستان هند به دنیا آمد؛ در دوره‌ای که عصر طلایی شعر هندی دانسته می‌شود. کبیر، سورداس، ملک محمد جایاستی و تولسیداس برخی از شاعران هندی معاصر او بودند. میرا شاهدختی راجپوتی بود. پدرش برادر حاکم مرتا بود. میرا که مادرش را از دست داده بود نزد پدر بزرگ و مادر بزرگش بزرگ شد. پدر بزرگ میرا یک پادشاهی مستقل در مرتا بنیان‌گذارده بود. وی یک ویشنو پرست بود.
میرا در دربار، موسیقی و تعلیمات دینی آموخت. گفته می‌شود در کودکی درویشی تندیسی از کریشنا را به او داد که احتمالاً اشتیاق مذهبی میرا از آن زمان آغاز گشته است. در ۱۵۱۶ زمانی که هجده سال داشت با شاهزاده بُج راج از میوار ازدواج کرد. عمر زندگی مشترک آن‌ها کوتاه بود. بج راج در ۱۵۲۱ در جنگ زخمی گردید و درگذشت.
تب و تاب مذهبی میرا پس از بیوه شدن فزونی یافت. او کریشنا را به عنوان معشوق الهی خود برگزید و تمام مدت در پرستگاه ویژهٔ خود به پرستش او می‌پرداخت. میرا در این زمان ترانه‌های خود را برای کریشنا می‌سرود. با مرگ رانا سانگا، پدر شوهر میرا، راتان سینگ، برادر شوهر او به پادشاهی رسید. از این زمان شرایط سیاسی راجستان زندگی میرا را دستخوش دگرگونی‌هایی کرد و میرا هدف آزار و اذیت برادر شوهرش قرار گرفت. راتان سینگ سرِ آن داشت که به هر وسیله‌ای اعمال مذهبی میرا را متوقف کند. در این زمان دست‌کم دو بار برای کشتن میرا تلاش شد. یکبار سبد گلی که ماری در آن بود را نزدش بردند و وقتی او در سبد را گشود به‌جای مار تصویری از کریشنا در آن بود. بار دیگر نوشیدنی سمی را به او خوراندند که هیچ اثری بر وی نداشت. میرا در شعرهایش به این دو رویداد اشاره کرده است.
با وجود ترور راتان سینگ در ۱۵۳۱، آزار و اذیت میرا توسط جانشین او ادامه یافت. میرا که از بدرفتاری خانوادهٔ شوهرش خسته شده بود نزد عمویش در زادگاهش در مرتا رفت. در آنجا مدتی را در آرامش گذراند وانگهی اطرافیانش تحمل اعمال مذهبی او را نداشتند. پس از آن میرا به ویرینداوان (بریندابان) رفت. جایی که کریشنا کودکیش را در آنجا گذرانده بود. میرا سپس به دوارکا رفت و تا پایان عمر در آنجا ماند. میرا بای در ۱۵۴۷ درگذشت. شعرهای او که به زبان هندی بودند خیلی زود به دیگر زبان‌های رایج در هندوستان ترجمه شدند.